# 1173

## Narození
- 21. května – Šinran Šónin, japonský buddhistický mnich, zakladatel buddhistické školy Džódo šinšú († 16. ledna 1263)
- 23. prosince – Ludvík I., vévoda bavorský a falckrabí rýnský († 15. září 1231)
- ? – Isabela z Gloucesteru, manželka anglického krále Jana Bezzemka († 14. října 1217)
- ? – Llywelyn ap Iorwerth, vládce Walesu († 11. duben 1240)
- ? – Alix z Montmorency, manželka Simona IV. z Montfortu († 24. února 1221)

## Úmrtí
- 25. července – Matěj Alsaský, hrabě z Boulogne (1137?)
- 13. října – Petronila Aragonská, aragonská královna, jediná dcera krále [Ramiro II. Aragonský / Ramira II.] (* 1136)
- Boleslav IV. Kadeřavý, polský senior, mazovský a krakovský kníže z rodu Piastovců (* okolo 1125)

## Hlavy států
- České knížectví – Bedřich (kníže) – Soběslav II.
- Svatá říše římská – Fridrich I. Barbarossa
- Papež – Alexandr III.
- Anglické království – Jindřich II. Plantagenet
- Francouzské království – Ludvík VII.
- Polské knížectví – Boleslav IV. Kadeřavý – Měšek III. Starý
- Uherské království – Béla III.
- Sicilské království – Vilém II. Dobrý
- Kastilské království – Alfonso VIII. Kastilský
- Rakouské vévodství – Jindřich II. Jasomirgott
- Skotské království – Vilém Lev
- Byzantská říše – Manuel I. Komnenos